# ريبيكا سبينس
ريبيكا سبينس (بالإنجليزية: Rebecca Spence)‏ هي تريثلت نيوزيلندية، ولدت في 19 سبتمبر 1988 في أوكلاند في نيوزيلندا.